# NGC 3081
NGC 3081 este o galaxie Seyfert de tip 2⁠(d) situată în constelația Hidra. A fost descoperită în 21 decembrie 1786 de către William Herschel. Se află la o distanță de 32,5 de megaparseci de Pământ.